# Se til, at du bli'r set
|  | Denne artikel er oprettet af botten Steenthbot ud fra en ekstern database. Den kan derfor have sproglige fejl eller mangler. Denne skabelon kan fjernes efter kontrol af indholdet. |

Se til, at du bli'r set er en dansk oplysningsfilm fra 1979 instrueret af Werner Hedman og efter manuskript af Lars Christensen.

## Handling
Brug de reflekser!